# バルバニーア
バルバニーア(伊: Barbania、IPA: [barba'nia])は、イタリア共和国ピエモンテ州トリノ県にある、人口約1,600人の基礎自治体（コムーネ）。

## 地理

### 位置・広がり

#### 隣接コムーネ
隣接するコムーネは以下の通り。
- ブザーノ
- レヴォーネ
- リヴァーラ
- ロッカ・カナヴェーゼ
- ヴァウダ・カナヴェーゼ

## 行政

### 分離集落
バルバニーアには、以下の分離集落（フラツィオーネ）がある。
- Boschi, Colli, Fandaglia, Gianotti, Perrero, Piana, Seita, Vignali, Zaccaria